# Rząśnik (gromada w powiecie wyszkowskim)
Rząśnik – dawna gromada, czyli najmniejsza jednostka podziału terytorialnego Polskiej Rzeczypospolitej Ludowej w latach 1954–1972.
Gromady, z gromadzkimi radami narodowymi (GRN) jako organami władzy najniższego stopnia na wsi, funkcjonowały od reformy reorganizującej administrację wiejską przeprowadzonej jesienią 1954 do momentu ich zniesienia z dniem 1 stycznia 1973, tym samym wypierając organizację gminną w latach 1954–1972.
Gromadę Rząśnik z siedzibą GRN w Rząśniku utworzono – jako jedną z 8759 gromad na obszarze Polski – w powiecie pułtuskim w woj. warszawskim, na mocy uchwały nr VI/10/17/54 WRN w Warszawie z dnia 5 października 1954. W skład jednostki weszły obszary dotychczasowych gromad Porządzie i Rząśnik ze zniesionej gminy Wyszków w tymże powiecie. Dla gromady ustalono 15 członków gromadzkiej rady narodowej.
1 stycznia 1956 gromada weszła w skład nowo utworzonego powiatu wyszkowskiego w tymże województwie.
31 grudnia 1959 do gromady Rząśnik przyłączono wieś Wincentowo z gromady Lubiel Nowy oraz wieś Gołystok ze znoszonej gromady Bielino w tymże powiecie.
31 grudnia 1961 do gromady Rząśnik włączono wieś Dąbrowa ze zniesionej gromady Ochudno oraz wsie Komorowo, Wólka-Folwark i Wólka-Przekory ze zniesionej gromady Wielątki Nowe w tymże powiecie.
Gromada przetrwała do końca 1972 roku, czyli do kolejnej reformy gminnej. 1 stycznia 1973 w powiecie wyszkowskim utworzono gminę Rząśnik.